# اوهرسکه هرادیشته
اوهِرسْکه هْرادیشته (به چکی: Uherské Hradiště) شهری در منطقه زلین کشور جمهوری چک است که جمعیت آن در سال ۲۰۰۷ میلادی ۲۶٫۰۰۷ نفر بوده‌است.